# ارنستو کیروگا
ارنستو کیروگا (اسپانیایی: Ernesto Quiroga‎؛ زادهٔ ۱۱ ژانویهٔ ۱۹۷۵) وزنه‌بردار اهل کوبا بود. وی در بازی‌های المپیک تابستانی ۲۰۰۰ شرکت کرده‌است.